# Amsair Executive Aviation
Amsair Executive Aviation – brytyjskie przedsiębiorstwo założone w 1993 roku przez Alana Sugara. Postać to powszechnie znana w latach 80., jako jeden z ojców ówczesnej komputeryzacji. To on założył firmę Amstrad, słynącą z produkcji komputerów domowych pod tą samą nazwą. Nazwa przedsiębiorstwa jest akronimem od nazwiska założyciela – Alan Michael Sugar Air. W przeciwieństwie do firmy Amstrad, Amsair w dalszym ciągu pozostaje własnością rodziny Sugar, a na jej czele stoi jego syn Daniel.
Zajmuje się ona dzierżawą i czarterem luksusowych awionetek dla firm i biznesmenów. Firma na całym świecie dysponuje flotą ok. 5000 samolotów, zarówno turbośmigłowych, jak i odrzutowych.